# Maysville, Kentucky

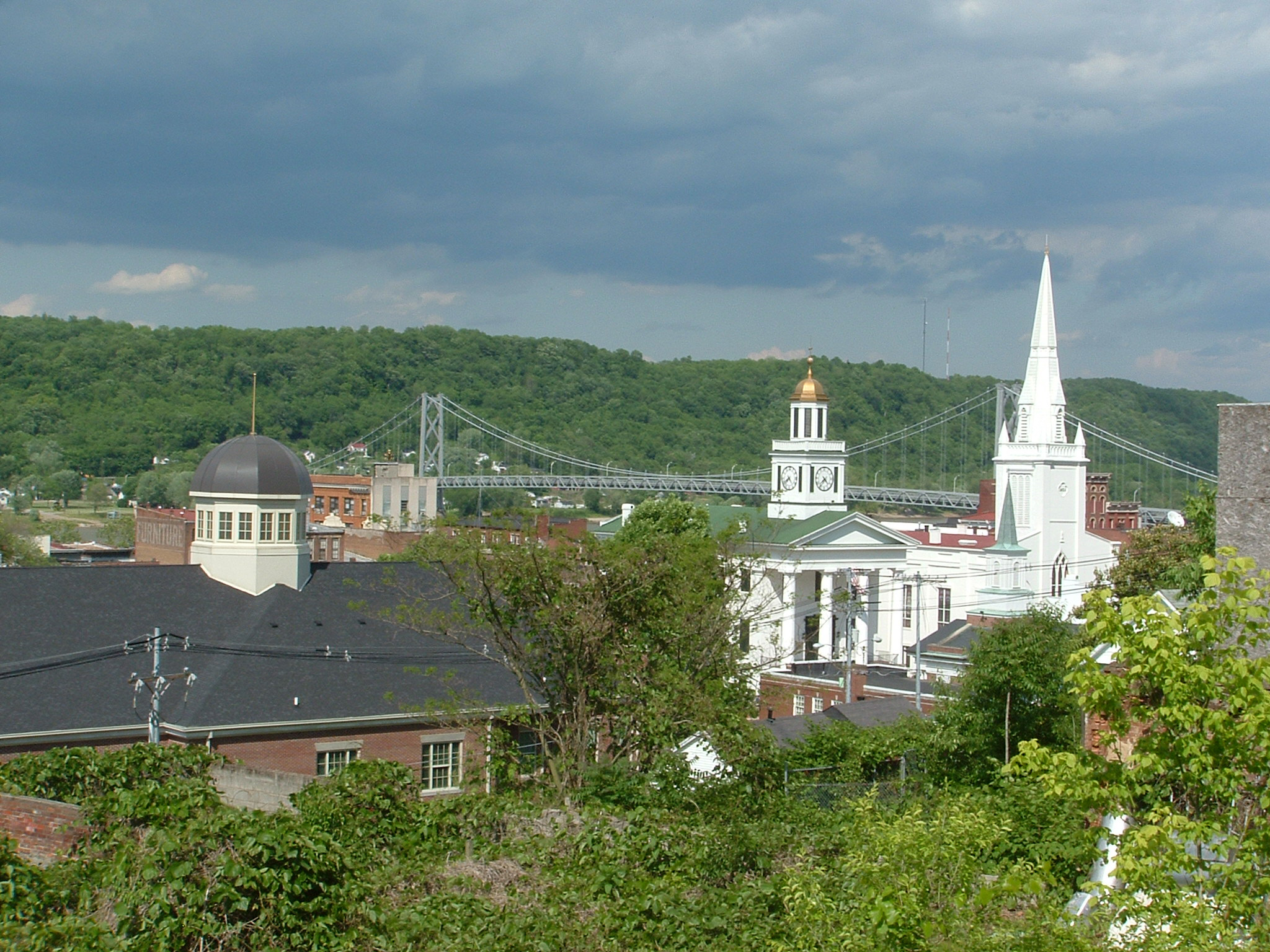
Vy över Maysville. Byggnaden med den gyllene kupolen är tingshuset. Bron i bakgrunden går över Ohiofloden.

Maysville, Kentucky är en stad i Mason County, Kentucky. 

## Storlek
Staden hade 9 011 invånare vid folkräkningen 2010. Den ingår i en micropolitan statistical area med 17 278 invånare enligt samma folkräkning.

## Huvudort
Maysville är residensstad eller huvudort i Mason County.

## Historia
Maysville är beläget vid vad som en går var ett vadställe i Ohiofloden. En lastageplats för flodtrafiken uppkom här i slutet av sjuttonhundratalet. Den kallades Limestone, men när staden bildades 1787 fick den namnet Maysville. Det gamla namnet levde dock kvar länge.